# Oatlands (Tasmanien)
Oatlands ist eine Kleinstadt im Zentrum des australischen Bundesstaates Tasmanien. Sie liegt 84 km nördlich von Hobart am Lake Dulverton und 115 km südlich von Launceston am Midland Highway (N1). Oatlands ist das Verwaltungszentrum der  Local Government Area Southern Midlands Municipality und hatte bei der Volkszählung 2016 eine Einwohnerzahl von 544. Die Stadt ist von reichem Ackerland umgeben.

## Geschichte
Oatlands ist eine der ältesten Siedlungen Tasmaniens und wurde 1821 von Gouverneur Macquarie nach einer Stadt in der englischen Grafschaft Surrey benannt. Sie entwickelte sich als Militärbasis für die Überwachung und Organisation von Sträflingen, weil es in der Mitte zwischen den großen Städten Hobart und Launceston lag. Die Sträflinge wurden an nahegelegene Farmen verliehen und arbeiteten auch an öffentlichen Gebäuden, Straßen und Brücken.
Der größte Teil des Black War („schwarzer Krieg“ der frühen Siedler gegen die ortsansässigen Aborigines) spielte sich in den umliegenden Distrikten ab und in Oatlands lebte auch der Ex-Sträfling Solomon Blay, Tasmaniens gefürchtetster Henker.
Für einige Jahre nach 1848 lebte der irische Nationalist Kevin Izod O'Doherty hier im Exil. Sein steinernes Bauernhaus ist heute noch zu sehen.

## Wirtschaft
Eigentlich war Oatlands im 20. Jahrhundert eine geschäftige Stadt, aber in den 1990er-Jahren litt sie arg unter der tasmanischen Wirtschaftskrise, der Ortsumgehung im Verlauf des Midland Highway und der großen Dürre in den Midlands. Der größte Teil der Erholung der tasmanischen Wirtschaft ging, wie die Ortsumgehung, an Oatlands vorbei, ebenso wie an Ross, Tunbridge, Kempton und bald auch Pontville, das heute sehr viel ruhiger ist als noch vor einigen Jahren. Die Einwohner bemühen sich um weiteres Wachstum, indem sie ihre Stadt als ruhiges Unterzentrum mit touristenfreundlichem Image darstellen. Aus Oatlands kommt die  weltbekannte Casaveen-Maschenware.

## Eisenbahn
Die Oatlands Railway verband die Stadt mit der Parattah Junction auf der Hauptlinie Hobart – Launceston. Die Eisenbahnstrecke wurde am 13. Mai 1885 eröffnet und am 10. Juni 1949 aufgelassen.

## Historische Gebäude
Von allen Städten Australiens besitzt Oatlands die größte Zahl von Sandsteingebäuden aus der Kolonialzeit und viele davon wurden von Sträflingen errichtet. Beispiel hierfür sind die Callington Mill und die St. Paul's Church. Die Mühle wurde 1837 errichtet und im Juni/Juli 2010 funktionsfähig restauriert und die katholische Kirche wurde von Augustus Welby Northmore Pugin, dem Vater der neugotischen Architektur, entworfen.
Das Oatlands Court House ist ein historisches Gebäude aus der georgianischen Zeit. Es wurde 1829 von Sträflingen errichtet und ist das älteste hohe Gerichtsgebäude in Australien und das älteste Gebäude in Oatlands. Es wurde ursprünglich als Kombination einer Kapelle mit einer Polizeistation errichtet. 1977 wurde es vom National Trust übernommen. Entlang der Hauptstraße gibt es insgesamt 87 historische Sandsteinbauten, z. B. das Gefängnis (1835), das Lager- und Wachhaus des Kommissariats (1830er-Jahre) und die Offiziersquartiere (1830er-Jahre). Die bereits erwähnte Callington Mill ist das einzige noch funktionsfähige Exemplar einer Lincolnshire-Windmühle in Australien.

## Klima
|                   | Jan  | Feb  | Mär  | Apr  | Mai  | Jun  | Jul  | Aug  | Sep  | Okt  | Nov  | Dez  |   |       |
|                   |      |      |      |      |      |      |      |      |      |      |      |      |   |       |
| Niederschlag (mm) | 42,1 | 33,2 | 36,2 | 39,4 | 32,0 | 37,8 | 41,8 | 45,2 | 45,6 | 46,2 | 47,8 | 51,0 | Σ | 498,3 |
|                   |      |      |      |      |      |      |      |      |      |      |      |      |   |       |
| Regentage (d)     | 9,1  | 8,1  | 10,0 | 11,2 | 12,6 | 14,8 | 16,7 | 15,6 | 15,3 | 14,1 | 12,5 | 10,8 | Σ | 150,8 |

|  |

|  |

|  |

|  |

|  |

|  |

|  |

|  |

|  |

|  |

|  |

|  |

|  |

|  |

|  |

|  |

|  |

|  |

|  |

|  |

|  |

|  |

|  |

|  |